# 釧路市こども遊学館

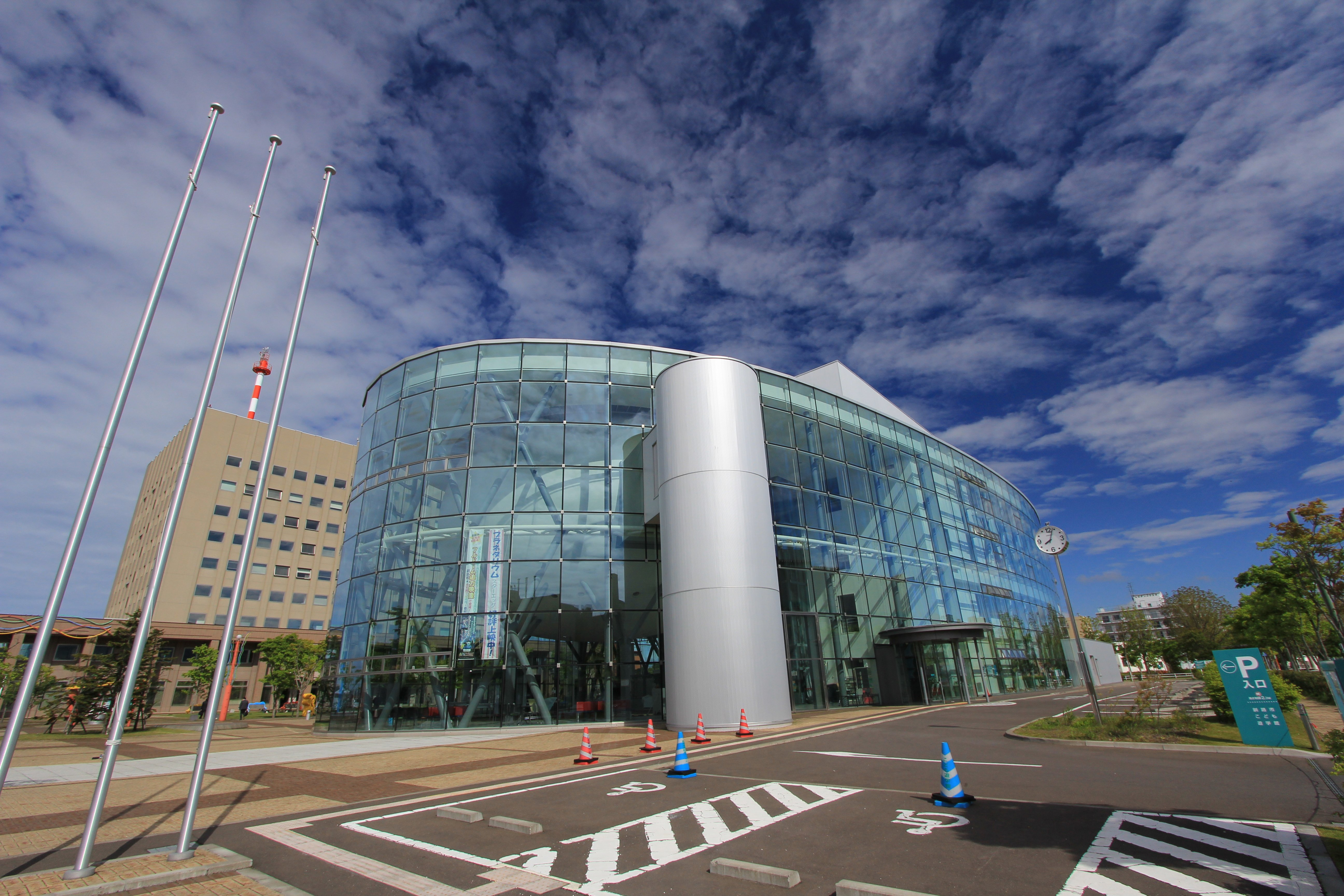
こども遊学館

あすなろ会こども遊学館（あすなろかいこどもゆうがくかん）は、北海道釧路市にある体験参加型の社会教育施設。科学館と児童館の機能を併せ持つ。

## 概要
釧路市青少年科学館の後継施設として、2005年7月に開館した。体験型の展示物とプラネタリウムなどの視聴覚施設を持つ。また、天体観測用ドームや望遠鏡を搭載した移動天文車「カシオペヤ号」を所有している。
運営は釧路市民文化振興財団及びNPO法人こども遊学館市民ステージがコンソーシアムを組織し、指定管理者として釧路市より委託されて行っている。理念の一つに「市民協働」を掲げ、市民ボランティアも多数参加している。
「来館者が自ら遊び、遊びを通して学ぶ」というコンセプトのため、展示についての解説表示は必要最低限にとどめている。
2006年、基本設計から実施設計まで市民が協議に参加した公共建築としての在り方が評価され、日本建築学会北海道支部が主催する第31回北海道建築賞を受賞した。また同年、ディスプレイ産業賞優秀賞（経済産業省商務情報政策局長賞）を受賞した　。

## 年譜

### 前史
- 1963年（昭和38年）6月15日 - 前身施設 釧路青少年科学館 開館。
- 1997年（平成9年） - 釧路シビックコア計画の一環として、構想があがる。
- 1999年（平成11年） - 教育委員会内にこども遊学館開設準備室が設置される。
- 2000年（平成12年） - 「（仮称）こども遊学館をつくり・育てる会」が発足。「出前遊学館」と称しコミュニティセンターや児童館での出張実験・展示を行う。
- 2003年（平成15年） - 「（仮称）こども遊学館をつくり・育てる会」を解消し、NPO法人こども遊学館市民ステージが発足、工事着工。
- 2004年（平成16年） - 指定管理者制度の適用を決定。
- 2005年（平成17年）1月18日 - 釧路青少年科学館 閉館。

### 本史
- 2005年（平成17年）7月9日 - 釧路市こども遊学館が開館。
- 2006年（平成18年）3月4日 - 展示室観覧者10万人達成。同月、博物館相当施設に指定される。
- 2008年（平成20年）5月10日 - プラネタリウム観覧者10万人達成。
- 2009年（平成21年）11月21日 - 展示室観覧者50万人達成。
- 2025年（令和7年）- ネーミングライツ契約により、名称が釧路市こども遊学館からあすなろ会こども遊学館に変更。[4]

## 建築概要
- 面積 - 7,027.00m2
- 設計 - 株式会社アトリエブンク
- 5階建て　全面ガラス張り。上空から見た形状は非対称な米粒型。
- 駐車台数 - 93台　（土日祝は市役所第2駐車場も使用できるため約150台）

## 施設
- 1 - 4階の各階には、階段やエレベーターの他に、「のっぽスタジアム」と呼ばれる中央広場から螺旋状のスロープを通って行き来できる。この「のっぽスタジアム」は遊学館のイベントの舞台になることが多い。

### 1F
さんさんひろば・あそびらんど
- 屋内砂場：室内の砂場としては日本最大規模であり、世界でも最大級。
- ネットジャングル：1階から2階にかけて設置してある巨大な遊具。炭坑トンネルから入り、迷路のようなネットの中を自由に動き回ることができる。
- おはなしハウス：多くの絵本が置いてある。おはなし会や紙芝居、親子遊び等が行われる。
- キッズテント：様々なコスチュームや懐かしい遊具で遊ぶことができる。
  - 他にもワークショップコーナー、サウンドタワー、不思議な球体など。

### 2F
吹き抜け、スタッフルーム

### 3F
ふしぎらんど
- スターエッグ：1階砂場の真上に位置する、大きな卵型のプラネタリウム投影室。光学式とデジタル式の統合型プラネタリウム、コニカミノルタ社のジェミニスターIIを設置している。全国でも珍しく、オリジナル番組を自主制作している。通常投影は幼児向け、家族向け、一般向けがあり、専門スタッフによる今夜の星空の生解説もある。月に一度、様々なテーマで夜間特別投影が行われる。ドーム直径15m、座席数120席。
- 水のプレイテーブル／音のプレイテーブル／風のプレイテーブル／振動のプレイテーブル／光のプレイテーブル／コスモパワージム：遊びながら化学実験が体験できる展示コーナー。
- サイエンスポット：主に土日に、サイエンスショーが行われる。
  - 他にも人力プロペラやシャボンチューブなど。

### 4F
吹き抜け

ものしりらんど
- ものしり研究所：インターネットの使用や、学習に関する本やDVDを閲覧できる。
- 実験工房・創作工房：実験、創作のイベント時に使われる。小中学生の実験学習にも使用される。

### 5F
機械室などのため、一般公開していない。

## その他
- 展示室とプラネタリウムは別料金であり、購入日より1年間有効の定期観覧券（プラネタリウム料金込み）を購入すると割安になる（目安として、プラネタリウム利用時は3回、展示室のみでは5～6回以上利用の場合）。[5]
- オレンジ色のジャケット型ユニフォームを着ているのが正スタッフ（職員）、黄土色のスモック型ユニフォームを着ているのがボランティアスタッフ。

## 交通アクセス
- JR根室本線　釧路駅より徒歩8分
- くしろバス 北陸銀行停留所より徒歩5分
- くしろバス 合同庁舎停留所より徒歩1分
- くしろバス こども遊学館停留所よりすぐ